# Piotr Tomala
Piotr Tomala (ur. 9 lutego 1972) – polski taternik, alpinista i himalaista. 

## Życiorys
W swojej trwającej ponad 20 lat karierze alpinisty wspiął się m.in. na Aconcaguę i inne szczyty Andów; współorganizował i organizował kilkadziesiąt wypraw górskich. Latem 2016 roku uczestniczył w polskiej wyprawie na K2 z Jarosławem Botorem, Pawłem Michalskim i Markiem Chmielarskim, która ostatecznie nie zdobyła szczytu. Uczestniczył też w niezdobywających szczytu wyprawach na Manaslu, Dhaulagiri, Nanga Parbat i Lhotse (w ostatnim przypadku do szczytu zabrakło mu 100 metrów). Zdobył dwa ośmiotysięczniki: Czo Oju i Broad Peak. Jest szefem Klubu Wysokogórskiego Lublin oraz członkiem kadry narodowej Polskiego Związku Alpinizmu. Prowadzi również własne przedsiębiorstwo pracujące na wysokościach. 
27 stycznia 2018 roku, wspólnie z Denisem Urubką, Adamem Bieleckim i Jarosławem Botorem przerwali Narodową Zimową Wyprawę na K2 i wzięli udział w akcji ratowniczej na Nanga Parbat, która została zorganizowana, by pomóc schodzącym ze szczytu Élisabeth Revol i Tomaszowi Mackiewiczowi. Bielecki i Urubko, wspinając się w godzinach nocnych, dotarli do Revol, którą udało się sprowadzić do obozu, a następnie z pomocą Botora i Tomali niżej do helikoptera (dojście do Mackiewicza, z uwagi na ekstremalne warunki pogodowe, nie było możliwe). Akcja ratunkowa odbiła się szerokim echem w polskich i zagranicznych mediach i została doceniona za bohaterstwo uczestników.
Od 22 maja 2018 do 31 stycznia 2021 szef programu Polski Himalaizm Zimowy 2016–2020 im. Artura Hajzera.

## Odznaczenia
- Odznaka Honorowa „Zasłużony dla Województwa Lubelskiego” – 2018[15]
- Krzyż Kawalerski Orderu Odrodzenia Polski – 2019[16][17]
- Krzyż Kawalerski Legii Honorowej – Francja, 2019[18][19]
- Europejski Dyplom Fair Play – Polska, 2021[20]